# Муджа
Муджа (итал. Muggia) — коммуна в Италии, располагается в регионе Фриули-Венеция-Джулия, в провинции Триест.
Население составляет 13 409 человек (2008 г.), плотность населения составляет 981 чел./км². Занимает площадь 14 км². Почтовый индекс — 34015. Телефонный код — 040.
Покровителями коммуны почитаются святые Иоанн и Павел, празднование 26 июня.

## Демография
Динамика населения:

## Администрация коммуны
- Официальный сайт: http://www.comune.muggia.ts.it